# Armanno Favalli
Armanno Favalli (Robecco d'Oglio, 20 maggio 1939 – Calvatone, 10 giugno 1965) è stato un calciatore italiano, di ruolo attaccante o centrocampista.

## Carriera
Ala destra, esordisce con la Cremonese in Serie C. Nel 1957, dopo un'altra stagione e un periodo di prova al Milan con il quale gioca alcune amichevoli, passa al Brescia dove rimane per cinque stagioni tutte in Serie B (125 presenze e 17 reti complessive fra i cadetti). Nell'agosto 1960 viene convocato nella rappresentativa che partecipa alle Olimpiadi di Roma, senza però mai scendere in campo. Nel 1964 passa al Foggia di Oronzo Pugliese e debutta nel campionato di Serie A. Segna due reti nelle trentadue presenze nella massima serie.

## La morte
Nel 1965, alla fine del campionato, tornando verso Cremona a bordo della sua Fiat 850, muore all'età di 26 anni in un grave incidente stradale. L'incidente lasciò nello sconcerto l'intero calcio italiano. Angelo Moratti, presidente dell'Inter e amico personale del presidente foggiano Domenico Rosa Rosa, con un gesto di solidarietà cedette gratuitamente al Foggia il fratello di Armanno, il giovanissimo Erminio, che all'epoca giocava nelle giovanili neroazzurre da poco inserito nella rosa che aveva appena vinto lo scudetto e la coppa Campioni del 1965 con Helenio Herrera.